# Калигула
 Тази статия е за римския император.  За филма вижте Калигула (филм).  
Гай Цезар Германик (на латински: Gaius Julius Caesar Augustus Germanicus; 31 август 12 – 24 януари, 41 г.), познат още като Гай Цезар или Калигула, е третият принцепс и римски император. Роден е в Анций (днешен Анцио). Управлява в периода 37 – 41 г. Известен е със своя показно екстравагантен, ексцентричен и жесток деспотизъм. Той е запомнен като Лудия, заради странните му действия и решения. Калигула е убит през 41 г. от преторианци.
Гай е потомък на Юлиево-Клавдиевата династия. Най-младият син на Германик и Агрипина Старата. Негов прапрадядо е Октавиан Август, Тиберий му е прачичо, а Клавдий – чичо.

## Детство и юношество
Животът на Гай започва обещаващо. Родителите му са много известни. Баща му Германик е най-обичаният военачалник в Рим по това време. Той е осиновен от император Август, като това го свързва силно с Юлианския клон на династията. Майка му Агрипина Старата е внучка на Август и е образец за подражание за жените в Рим. Малкият Гай става талисман на легионерите от бащината си армия. Войниците се развличали, когато Агрипина обличала Гай в малки войнишки дрехи, и скоро започнали да го наричат „Калигула“, което означава „Ботушчето“ на латински. Той си печели този прякор заради малките обувки, които били част от „костюма“ му.
През 14 г., когато кончината на император Август става обществено достояние, войниците от лагера на Германик са на ръба да вдигнат бунт, противопоставяйки се на възкачването на Тиберий на императорския престол, тъй като искат Германик да стане император. Германик изпраща Агрипина и Калигула далеч от бурята, която била на път да се разрази, и се опитва да усмири хората си. Скоро напрежението стихва, защото легионерите се бояли, че техният талисман, Калигула, може да не се появи повече. Обещават да се държат благоприлично, стига Калигула да се завърне. Германик нарежда Агрипина и Калигула да бъдат доведени обратно.
Тиберий, новият император, на свой ред също осиновява Германик. Но Тиберий не е привързан към военачалника, вероятно заради страх и завист към неговата голяма популярност. Германик умира на 10 октомври 19 г., най-вероятно е отровен. Взаимоотношенията между Тиберий и Агрипина се влошили и Калигула, заедно със своите сестри, отива да живее при своята прабаба, Ливия (вдовица на Август и майка на Тиберий). Когато тя умира през 27 г., Калигула и сестрите му се преместват при баба си Антония. Домът на Антония е посещаван от много източни монарси. Тя е приятелка с роднините на Ирод Велики. При нея Калигула се запознава и се сприятелява с тримата синове на Антония Трифена и Котис от Тракия: Реметалк III (последен цар на сапейската династия), Котис IV (става цар на Армения) и Полемон II (става цар на Понт 38 – 64).
Майка му Агрипина и прабаба му не отделят достатъчно внимание на младия Калигула и се понесла мълва, че Калигула се кръвосмешава със своите сестри.
Животът на Калигула е постоянно в опасност. Сеян, префектът на преторианската гвардия, държи голяма власт в своите ръце, като прави всичко, което е по силите му, за да влияе на Тиберий. Скандални обвинения в измяна се носели около хората, които са най-близо до императора, включително повечето от членовете на семейството на Калигула. Майка му Агрипина е заточена на остров, където умира от глад. Двамата му по-големи братя, Нерон Цезар и Друз Цезар, също умират. Тялото на Друз е намерено в една тъмница, където той къса парчета от своето легло, за да не остане гладен. Сеян крои планове и за Калигула, но е свален и убит, тъй като Антония дава информация за него на Тиберий.
По това време Калигула се радва на благоразположението на Тиберий. Той е поканен да отиде на остров Капри, където заедно с Тиберий прекарали време в една от многото вили на острова. Носели се слухове за извращенията, които ставали на о-в Капри. Тиберий вече няма хора около себе си, които да му казват как да се държи, така че се чувства свободен да участва в каквито си пожелае извратености. Трудно е да се каже доколко това е така. Рядко е казвана истината за непопулярни императори като Тиберий и Калигула и изворите от това време съдържат много слухове и неточности.
Трудно е да се каже и какво е правил Калигула на о-в Капри. Той се държи много раболепно по отношение на Тиберий. Отнася се учудващо внимателно към човека, избил цялото му семейство. Историите, че посред нощ причинявал страдание на робите си и гледал весел кървави гладиаторски сблъсъци, са много популярни сред народа. През 33 г. Тиберий дава на Калигула титлата „почетен квестор“.

## Бляскаво начало
Тиберий умира на 16 март 37 г. Допуска се, че Тиберий е бил задушен с възглавница от преторианския префект Макрон, за да бъде предадена по-бързо властта на Калигула. Но Калигула не е единственият наследник – Тиберий има внук, Тиберий Гемел, който в завещанието е сънаследник на Калигула. Малолетният Гемел не представлява никаква пречка за Калигула, който го убива скоро след като става император, а по-късно се отървава и от самия Макрон.
Малко след възкачването си Калигула лично прибира и погребва с почести останките на майка си и братята си, умрели по времето на Тиберий при заточението си на различни места. Така той възстановява паметта на семейството си след несправедливостите, причинени от предходника му. Посмъртно са издадени монети с образите на Германик, Агрипина и братята на Калигула.
Първите няколко месеца от управлението на Калигула са много успешни. Той идва на власт сред всеобща радост и одобрение. Калигула е обичан и превъзнасян от много хора заради факта, че е син на любимия на народа Германик; младият талисман, когото всички помнели. Освен това е потомък на Август и следователно има родствена връзка с Юлий Цезар. Той е и правнукът на Марк Антоний, факт, който по-късно отрича с презрение.
Новият император прави масови дарения на преторианците и най-бедните римски граждани; унищожава документите на Тиберий относно измяната, обявявайки, че процесите за измяна са вече в миналото; вика обратно изгнаниците, обявява всеобща свобода и амнистия; помага на онези, които са ограбени от императорската данъчна система. За разлика от предшественика си новият владетел е много щедър: започва да организира бляскави представления, игри и развлечения, за да спечели популярност сред народа.

## Лудостта на Калигула
Скоро Калигула се разболява при неизяснени обстоятелства. Древните автори Дион Касий и Светоний казват, че е имал „мозъчна треска“, според други е бил отровен, или е страдал от епилепсия или друго мозъчно заболяване. Имал е чести пристъпи на безсъние и невроза. След време той се подобрил физически, но не и психически. Започва да се държи неадекватно, параноично и враждебно.
Историческите съчинения го описват като налудничав, на вид нездрав физически човек – висок и с мършаво тяло, голяма глава с хлътнали бузи и слепоочия, тънък врат, голямо чело с оредяваща коса, но иначе твърде окосмено тяло, мъртвешки тен на кожата, вдлъбнати очи, гледащи винаги заплашително. Нарочно пред огледалото правел гримаси, та и без това неприятното му лице да изглежда още по-страшно.
Древните автори го окачествяват като напълно луд, като тиран. Днешните изследвания се опитват да извинят лудостта му с напрежението от трудното му детство или с това, че е останал неразбран – всъщност по-голямата част от сведенията за Калигула са били създадени от хора, произхождащи или свързани с благородните патрициански родове, аристокрацията на Рим, от чиито среди произхождали повечето жертви, засегнати от тиранията на Цезаря. Едно нещо се знае със сигурност – той се оказва напълно неподготвен и неподходящ за император. Някои може да кажат, че е бил прекалено млад, но Август е едва на 18, когато Юлий Цезар е убит. Други приемат, че стресът, на който е подложен Калигула, неговата неопитност и не на последно място интригите около него, са причина за лошите му прояви.

### „Принцепса“ и „чудовището“
Светоний описва Калигула и противоположностите на проявите му с думите „принцепса“ и „чудовището“. Пръв Калигула започва да изисква от гражданите божествени почести за себе си. Влиза в открит конфликт със Сената, оскърбява и осъжда на смърт много от членовете му. В пристъпи на агресия той унижава и издевателства над приближените си, наказва жестоко хората около него, включително знатните. Неговите постоянни убийства, своеволия, ексцентричните му забавления и начин на живот всяват страх и ненавист. Отнася се предизвикателно и с простолюдието. Това става причина той много бързо да загуби подкрепата си в Рим. Стига дори дотам, че дава право на робите да свидетелстват в съда срещу своите господари – една нечувана постъпка, с която посяга на самите основи на робовладелското общество.
Спорно е дали Калигула всъщност е бил луд. Филон Александрийски, който е един от малкото древни автори, които са се срещали с Калигула, не мисли така. Той е бил предводител на делегация, изпратена до Калигула, за да спре издигането на огромна статуя върху важно за юдеите място. Смятал е Калигула за злонамерен субект.
Съществуват легенди, че направил (или е обявил, че ще направи) сенатор своя любим жребец Инцитат. Други скандални истории включват кръвосмешенията му със сестрите си (най-вече Друзила); оргията в двореца; военният поход в Британия, който завършва със събирането на мидени черупки като „морска плячка“; войната му с бог Нептун; желанието му да се издигне своя статуя в Йерусалим (Ирод Агрипа го спрял); самоопределянето му като божество и др. Опитал се да измести почитането на Юпитер с култ към самия себе си. Смятал, че е придобил божествена същност – наредил да бъде почитан като жив бог.

## Принципат
През краткото си управление Калигула успява да похарчи огромното завещание, оставено от Тиберий (ок. 3 млн. сестерции), най-вече прахосвайки парите за пиршества, разкош или налудничави проекти. Нуждата от нови средства и желанието му да скандализира обществото, са причина не само да въведе данък върху проституцията, но и да отвори публичен дом в императорския дворец. Задължава гражданите да правят дарения по случай раждането на дъщеря му и за целта навсякъде в града поставя каси за събиране на пари. Калигула започва да конфискува собствеността на богати граждани, които са екзекутирани или заточвани по обвинение в измяна.
Необмислената политика на императора предизвиква финансова криза и временна поява на глад в Рим. Същевременно са предприети и някои обществени строежи: завършва се храмът на Август в Рим, разширен е дворцовият комплекс на Палатин, ремонтирани са пътища и пристанища в Италия, с цел да се подобри снабдяването и търговията.
Според летописците, Калигула заповядва да направят плаващ мост от кораби в залива на Неапол (между Байя и Путеоли), по който преминава, яхнал жребеца Инцитат, носейки ризницата на Александър Македонски, която била открадната от гробницата му в Египет. Смята се, че сторил това заради предишните твърдения, че е имал същите шансове да дойде на трона, колкото и да премине през залива на кон.
Калигула целенасочено засяга интересите на юдеите в Александрия, където избухват размирици (Александрийски погром). В 38 г. назначава нови владетели на клиентните държави Тракия (Одриско царство), Понтийско царство и Армения. При завръщането си от бутафорната кампания срещу Британия, приключена поради липсата на кораби, той празнува триумф в Рим и получава почести на победител. Убива съюзния владетел на Мавритания, след като го е поканил в Рим (40 г.), понеже носел пурпурна царска мантия в негово присъствие. Малко по-късно при Клавдий това води до присъединяване на страната към империята.
Калигула управлява едва 3 години и 10 месеца. На 24 януари 41 г. най-новият заговор срещу него успява да сложи край на живота му. Докато Калигула прекосява сам един коридор в подземията на Палатин, е убит от преторианския префект Касий Херея (служил преди във войската на баща му Германик), който бил обиден на Калигула, защото често се подигравал с гласа му. Жената на Калигула Цезония също е убита, както и бебето им – Юлия Друзила, чиято глава е размазана в една стена. Калигула става първият убит император, а след настъпилия смут чичо му Клавдий бива издигнат на негово място. Калигула умира едва на 28 години, след кратко, но кърваво властване.